# Pteropus personatus
La volpe volante mascherata delle molucche (Pteropus personatus Temminck, 1825) è un pipistrello appartenente alla famiglia degli Pteropodidi, endemico delle Isole Molucche.

## Descrizione

### Dimensioni
Pipistrello di medie dimensioni, con la lunghezza della testa e del corpo tra 127 e 149,2 mm, la lunghezza dell'avambraccio tra 86 e 98,5 mm, la lunghezza della tibia tra 41,8 e 46,4 mm, la lunghezza delle orecchie tra 19,5 e 22,3 mm e un peso fino a 153 g.

### Aspetto
La pelliccia è moderatamente lunga, soffice, densa e si estende leggermente fino all'avambraccio e alle caviglie. Il colore del dorso è bianco-argentato con dei leggeri riflessi color crema, le parti ventrali sono marroni chiare, le spalle e i lati del collo giallo-brunastri. Sul muso è presente una maschera formata da una larga striscia brunastra scura su ogni lato che si estende dalla narice fino all'angolo anteriore dell'occhio, dove si divide in due strisce più piccole, una che si estende sulla sopracciglia verso il capo e l'altra che circonda le palpebre, e si ricongiunge all'altra metà dopo l'angolo posteriore dell'occhio, attraverso una banda trasversale che prosegue giù fino al mento. I peli che si trovano tra queste strisce sono bianco-giallastri.  Le orecchie sono relativamente corte ed ovali. Le membrane alari sono attaccate lungo i fianchi del corpo. La tibia è ricoperta di peli. È privo di coda, mentre l'uropatagio è ridotto ad una sottile membrana lungo la parte interna degli arti inferiori, nascosto nella sua parte centrale dalla pelliccia. I denti sono di dimensioni eccessivamente ridotte. Gli esemplari delle isole di Obi e Bisa sono più scuri e potrebbero appartenere ad una sottospecie ancora non descritta.

## Biologia

### Comportamento
Si rifugia nella vegetazione. Diviene attivo al tramonto ed è facilmente riconoscibile dal distintivo richiamo simile al fischio di un uccello. È una specie molto abbondante nonostante sia cacciata.

### Alimentazione
Si nutre di frutta, in particolare di quelli di Piper aduncum.

### Riproduzione
Femmine gravide e in allattamento sono state osservate sull'isola di Ternate in gennaio.

## Distribuzione e habitat
L'areale di questa specie è ristretto alle Isole Molucche settentrionali: Morotai, Halmahera, Ternate, Tidore, Moti, Bacan, Gag, Obi e Bisa.
Vive nelle boscaglie e nei giardini.

## Conservazione
La IUCN Red List, considerato il vasto areale, la relativa abbondanza e la tolleranza al degrado ambientale, classifica P. personatus come specie con rischio minimo (LC).

## Tassonomia
Sono state riconosciute 8 sottospecie:
- P.p.personatus: Morotai, Halmahera, Ternate, Tidore, Moti, Bacan, Obi e Bisa;
- P.p.acityae (Wiantoro & Maryanto, 2016): Gag.

In accordo alla suddivisione del genere Pteropus effettuata da Andersen, P. personatus è stato inserito nello  P. temminckii species Group, insieme a P. temminckii stesso, P. capistratus e P. pumilus. Tale appartenenza si basa sulle caratteristiche di avere un rostro del cranio accorciato, sulla presenza di un ripiano basale nei premolari e sulle dimensioni ridotte. Recenti studi filogenetici hanno evidenziato la possibilità che questa specie sia talmente distante geneticamente dalle altre specie congeneri da appartenere ad un genere a sé stante.
Altre specie simpatriche dello stesso genere: P. caniceps, P. conspicillatus, P. chrysoproctus e P. hypomelanus.